# Cité Industrielle
Pour le projet architectural, voir Une Cité industrielle.
La cité Industrielle est une voie du 11e arrondissement de Paris, en France.

## Situation et accès
La cité Industrielle est une voie publique située dans le 11e arrondissement de Paris. Elle débute au 115 bis, rue de la Roquette et se termine en impasse.
Elle traverse la place Hubertine-Auclert puis la rue Camille-Desmoulins qui se juxtaposent.

## Origine du nom
Elle doit son nom à un groupement d'industries diverses, situé dans cette voie lors de son ouverture[réf. nécessaire].

## Historique
Cette voie, ouverte vers 1856, est classée dans la voirie parisienne par arrêté municipal du 2 juillet 1993.